# Margarete Depner
Margarete Depner (née Margarete Scherg ; 22 mars 1885 - 2 septembre 1970) est une sculptrice, peintre et illustratrice roumaine, d'origine saxonne transylvanienne. Née à Brașov en 1885, elle meurt en 1970 dans la même ville.  
En 1931, elle étudie au studio berlinois de Josef Thorak. 